# The Blues Brothers (película)
 The Blues Brothers (en Hispanoamérica, Los Hermanos Caradura; en España, The Blues Brothers: Granujas a todo ritmo) es una película cómica y musical estadounidense de 1980 dirigida por John Landis y con John Belushi y Dan Aykroyd como Jake Blues y Elwood Blues, personajes desarrollados a partir de un sketch musical del programa de televisión Saturday Night Live. 
La película se desarrolla en Chicago. Cuenta con números musicales de rhythm and blues y soul hechos con la colaboración de los artistas James Brown, Cab Calloway, Aretha Franklin, Ray Charles y John Lee Hooker. Cuenta también con las actuaciones de otros actores fuera del ámbito musical como John Candy, Carrie Fisher, Charles Napier y Henry Gibson. En 2020, la película fue considerada «cultural, histórica y estéticamente significativa» por la Biblioteca del Congreso de Estados Unidos y seleccionada para su preservación en el National Film Registry.

## Sinopsis

Esta imagen fue creada con Hugin.

Jake Blues es liberado de prisión tras servir tres años, y es llevado por su hermano Elwood en su Bluesmóvil, un antiguo vehículo policial abollado. Elwood demuestra sus capacidades al saltar un puente levadizo abierto. Los hermanos visitan un orfanato católico, en el cual fueron criados, y se enteran por parte de la Hermana Mary Stigmata que será cerrado a menos que los $5,000 en impuestos de propiedad sean pagados. Durante un sermón por parte del Reverendo Cleophus James en la Iglesia Bautista Triple Rock, Jake tiene una epifanía: Ellos pueden juntar su antigua banda, la cual se disolvió cuando Jake estaba en prisión y ganar el dinero necesario para salvar el orfanato.
Esa noche, unos policías estatales intentan arrestar a Elwood por conducir con una licencia suspendida debido a 116 multas de estacionamiento y 56 infracciones de tránsito. Después de una persecución de alta velocidad a través de un centro comercial, los hermanos escapan. A la mañana siguiente, mientras la policía llega donde el pequeño apartamento donde Elwood vive, una mujer misteriosa detona una bomba que destruye el edificio, pero milagrosamente deja a Jake y Elwood ilesos y los salva de ser arrestados.
Jake y Elwood empiezan a buscar a los miembros de la banda. Cinco de ellos tocan en un salón desierto de un Holiday Inn, y rápidamente aceptan volver. Otro les rechaza ya que es el maitre de un restorante caro, pero los hermanos se niegan a dejar el establecimiento hasta que cambia de parecer. En su camino a encontrar a los últimos dos miembros de la banda, los hermanos encuentran el camino a través de Jackson Park bloqueado por una marcha del Partido Nazi Americano en el puente; Elwood los ahuyenta con el vehículo y fuerza a sus adherentes a saltar al lago. Los últimos dos miembros, quienes trabajan en un restaurante, vuelven a la banda contra los deseos de una esposa de uno de ellos. El grupo reunido obtiene los instrumentos y equipo en Calumet City donde Ray Charles es quién les da un pagaré.
Mientras Jake intenta pactar un concierto, la mujer misteriosa destruye la cabina telefónica que él utiliza, una vez más, sale ileso milagrosamente. La banda se topa con un recital en un bar especializado en música country. Logran convencer a la ruda multitud, pero el precio por haber tocado les resulta caro y enfurecen a la banda de country que estaba dispuesta a tocar ahí, Los Chicos Buenos.
Reconociendo que necesitan un gran concierto para recaudar el dinero necesario, los hermanos convencen a su agente de antaño para pactar el concierto en el Palace Hotel Ballroom, al norte de Chicago. Montan un altavoz en el Bluesmóvil y conducen por el área de Chicago promoviendo el concierto y alertando a la policía, los nazis y los Chicos Buenos de su paradero. El salón se llena de fanáticos del blues, oficiales de policía y los Chicos Buenos. Jake y Elwood tocan dos canciones y luego abandonan el escenario discretamente, ya que la fecha límite del impuesto se aproxima rápidamente. Un ejecutivo discográfico les ofrece $10.000 dólares como pago adelantado de un contrato para grabar un disco; dinero que es más que suficiente para pagar los impuestos del orfanato y el pagaré de Ray, además de mostrarles el camino para escapar del edificio sin ser notados. Mientras logran escapar vía el servicio del túnel, son confrontados por la mujer misteriosa: La vengativa ex-prometida de Jake. Luego de que su serie de balas de su rifle M16 no lastima milagrosamente a los hermanos, Jake ofrece una serie de excusas ridículas que ella acepta, dejando que los hermanos escapen del Bluesmóvil.
Jake y Elwood corren hacia Chicago con montones de policías locales y estatales, además de los Chicos Buenos, persiguiéndolos. Eventualmente logran eludirlos a todos con una serie de maniobras imposibles, incluyendo un escape milagroso de los nazis de Illinois que desafía la gravedad. En el Richard J. Daley Center, ellos corren adentro del Salón de la Ciudad de Chicago, pronto seguidos por miles de policías, tropas estatales, equipos de SWAT, bomberos, guardias nacionales de Illinois y la policía militar. Tras encontrar la oficina del asesor del Condado de Cook, los hermanos pagan el impuesto del orfanato. Justo al momento en el que su recibo es estampado, son arrestados por la turba de oficiales de la ley. En prisión, la banda toca "Jailhouse Rock" para los demás presos.

## Reparto

### The Blues Brothers Band
- John Belushi como Jake Blues, voz.
- Dan Aykroyd como Elwood Blues, armónica y voz.
- Steve Cropper como Steve "the Colonel" Cropper, guitarra líder, guitarra rítmica y coros.
- Donald "Duck" Dunn como Donald "Duck" Dunn, bajo.
- Murphy Dunne como Murphy "Murph" Dunne, teclados.
- Willie Hall como Willie "Too Big" Hall, Batería y percusión.
- Tom Malone como Tom "Bones" Malone, trombón, saxofón tenor y coros.
- Lou Marini como "Blue Lou" Marini, saxofón alto, saxofón tenor y coros.
- Matt Murphy as Matt "Guitar" Murphy, guitarra líder.
- Alan Rubin como Alan "Mr. Fabulous" Rubin, trompeta, percusión y coros.

### Resto de personajes
- Cab Calloway: Curtis.
- Carrie Fisher: la mujer misteriosa.
- Aretha Franklin: la Sra. Murphy.
- Ray Charles: el dueño de la casa de empeños / él mismo.
- James Brown: el reverendo Cleophus James.
- John Candy: Burton Mercer.
- Kathleen Freeman: la hermana Mary Stigmata, "el Pingüino".
- Henry Gibson: jefe de los nazis.
- Steve Lawrence: Maury Sline.
- Twiggy: una dama elegante.
- Frank Oz: Corrections Officer.
- Jeff Morris: Bob.
- Charles Napier: Tucker McElroy.
- Steven Williams: el guardia Mount.
- Armand Cerami: el guardia Daniel.
- Chaka Khan: solista del coro.
- John Lee Hooker: el músico de Maxwell Street.
- John Landis: guardia estatal.
- Stephen Bishop: el oficial de policía que tiene el reloj estropeado.
- Paul Reubens: camarero de Chez Paul.
- Steven Spielberg: oficinista.
- Hace un cameo Jim Belushi